# 대한민국 청소년박람회
대한민국 청소년박람회는 2005년부터 매년 개최되는 청소년들을 위한 박람회로 청소년의 다양한 활동과 문화에 대한 정보를 나누고 청소년들이 직접 참여해 숨은 재능을 마음껏 표현할 수 있는 기회를 제공한다.
매년 여성가족부가 주최하고 한국청소년활동진흥원과 각 시/도 청소년활동진흥센터가 주관한다.

## 행사 내용
청소년공연동아리오디션, 명예홍보대사 343, 토크콘서트, 청소년창의아트페어, 모바일생중계, 한중가요제, 청소년활동설명회, 나눔바자회 등

## 역대 개최 일자 및 장소
- 1회 : 2005년 5월 21일 ~ 22일, 서울무역전시장

주최 : 국무총리 청소년위원회, 주관 : 한국청소년진흥센터
- 2회 : 2006년 2회 대한민국 청소년 박람회 : 서울무역전시장
- 2007년 3회 대한민국 청소년 박람회 : 코엑스
- 2008년 4회 대한민국 청소년 박람회 : 김대중컨벤션센터
- 2009년 5회 대한민국 청소년 박람회 : EXCO
- 2010년 6회 대한민국 청소년 박람회 : 벡스코
- 2011년 7회 대한민국 청소년 박람회 : 대전컨벤션센터
- 2012년 8회 대한민국 청소년 박람회 : 서울무역전시장

'청소년이 행복한 세상! 함께 만들어요!'라는 큰 주제 아래 열리는 제8회 대한민국청소년박람회는 2012년 5월 24일부터 5월 26일까지 서울무역전시장(SETEC)에서 개최되며, 여성가족부와 서울특별시가 주최하고 한국청소년활동진흥원과 서울특별시립청소년활동진흥센터가 주관했다.
- 2013년 9회 대한민국 청소년 박람회 : 송도컨벤시아
- 2014년 10회 대한민국 청소년 박람회 : 킨텍스
- 2015년 11회 대한민국 청소년 박람회 : 구미코
- 2016년 12회 대한민국 청소년 박람회 : 창원컨벤션센터